# سوزان هاسي
سوزان هاسي (بالإنجليزية: Susan Hussey)‏ هي كاتبة مسرحية وكاتِبة أمريكية، ولدت في 1 يونيو 1954، وتوفيت في 19 فبراير 2009.